# Грицевец, Сергей Иванович
Серге́й Ива́нович Грицеве́ц (бел. Сяргей Іванавіч Грыцавец; 6 [19] июля 1909, Боровцы, Минская губерния, Новогрудский уезд, Российская империя — 16 сентября 1939, Болбасово, Витебская область) — советский лётчик-ас истребительной авиации 1930-х годов, майор (1938). Первый в СССР дважды Герой Советского Союза.

## Биография
Сергей Грицевец родился 6 (19) июля 1909 года в крестьянской семье в деревне Боровцы Новомышской волости Новогрудского уезда Минской губернии (ныне в составе города Барановичи). Белорус. Сергей в детстве потерял мать и двух старших братьев — Василия и Владимира.
В годы Первой мировой войны семья Грицевца перебралась в посёлок Шумиха (ныне город в Курганской области), где прошли его детство и юношеские годы. Отец, Иван Грицевец, устроился работать осмотрщиком вагонов. Здесь же, по окончании железнодорожной школы-семилетки, Сергей работал на железной дороге на станции Шумиха, и отсюда в 1927 году он уехал в город Златоуст (ныне Челябинской области).
В 1927—1931 годах жил в Златоусте. Окончил ФЗУ, учился на вечернем отделении металлургического техникума. Работал слесарем в эфесном цехе на механическом заводе. В 1930 году его как одного из лучших заводских активистов послали на окружные курсы профсоюзной работы, а после возвращения избрали председателем цехкома комсомола школы ФЗУ. В 1931 году был избран секретарём заводского комитета комсомола, заведующим агитационно-пропагандистским сектором, а затем инструктором Златоустовского горкома комсомола; избирался делегатом 1-го съезда ударников.
В РККА с 1931 г. По комсомольской путёвке с 1 апреля 1931 года — курсант 3-й военной школы лётчиков и лётчиков-наблюдателей в Оренбурге, которую он и окончил в 1932 году.
Член ВКП(б) с 1931 года.
С сентября 1932 г. служил младшим лётчиком в 3-й эскадрилье 5-й авиационной бригады Киевского истребительного авиаотряда.
С декабря 1933 г. — командир звена в 1-й Краснознамённой истребительной авиационной эскадрилье им. Ленина на аэродроме Красногвардейск. В 1934 году эскадрилья переведена в Забайкальский военный округ.
В 1935 г. возглавил рекордный перелёт шести истребителей И-16 по маршруту Бочкарево — Спасск-Дальний с посадкой в Хабаровске, завершив его за 3 часа 10 минут.
В июле 1936 г. был направлен на учёбу в Одесскую школу воздушного боя, а по завершении учёбы оставлен в ней лётчиком-инструктором. Был ВРИО командира звена 8-й Одесской школы пилотов Киевского военного округа.
С 1938 г. старший лейтенант Грицевец служил лётчиком-инструктором в Кировабадской школе особого назначения, известной как 20-я военная школа лётчиков. Готовил к воздушным боям испанских лётчиков-республиканцев.

### Война в Испании, 1936—1939
Неоднократно подавал рапорты с просьбой направить его добровольцем для участия в Гражданской войне в Испании. В итоге рапорт был удовлетворён, в июне 1938 года группа советских летчиков-добровольцев, в которой был Грицевец, прибыла в Гавр на теплоходе «Андрей Жданов». В Испанию они прибыли поездом, через испано-французскую границу.
С 6 июля 1938 года участвовал в боевых действиях. Летал на истребителе И-16. В августе 1938 года назначен командиром 5-й эскадрильи. Последний боевой вылет Грицевца в небе Испании был 5 октября 1938 года. 26 октября 1938 года С. Грицевец покинул Испанию, а вскоре оттуда были отозваны все советские пилоты. В литературе число побед С. И. Грицевца в Испании разнится, указывается вплоть до 30 побед. За выдающиеся подвиги в Испании С. И. Грицевцу присвоено звание Героя Советского Союза 22 февраля 1939 года.
Приказом Наркома обороны СССР от 31 декабря 1938 года старшему лейтенанту С. И. Грицевцу было присвоено внеочередное воинское звание майора.

### Конфликт на реке Халхин-Гол, 1939
29 мая 1939 года группа из 48 опытных пилотов под командованием Героя Советского Союза Якова Смушкевича, среди которых был и майор Грицевец, была откомандирована в Монголию в район боевых действий на реке Халхин-Гол. Основной задачей группы являлось завоевание господства в воздухе, ранее захваченного японской авиацией. Здесь Грицевец совершил 138 боевых вылетов, участвовал в около 30-и воздушных боях против японских самолётов. 26 июня, во время боя под Халхин-Голом, Грицевец посадил свой И-16 недалеко от самолёта своего командира части, майора В. Забалуева, упавшего из-за поломки двигателя глубоко на вражеской территории, на 60 км вглубь линии обороны японцев. Забалуев залез в самолёт Грицевца и был вывезен им. Затем Грицевец командовал отдельной группой новейших истребителей И-153 «Чайка». За всё время воздушных боёв на Халхин-Голе (июнь — август 1939) Грицевец сбил 12 самолётов. За выдающиеся подвиги 29 августа 1939 года майору Грицевцу было присвоено звание дважды Героя Советского Союза. Вместе с Г. П. Кравченко он стал первым из дважды Героев Советского Союза.
12 сентября 1939 года Грицевец и 20 других пилотов были отозваны на Украину для подготовки к Польскому походу РККА, который начался 17 сентября 1939 года.

## Гибель
Погиб в результате лётного происшествия 16 сентября 1939 года на аэродроме Болбасово, куда командир 58-й авиационной бригады С. Грицевец на И-15 прибыл во главе группы в составе: помощник командира бригады майор В. А. Китаев и командир 21-го истребительного авиаполка этой же бригады майор П. И. Хара. Группа подошла к Болбасово уже в сумерках, сообщение по радиосвязи о её вылете запоздало, аэродром к приемке самолётов оказался не готов (электрические посадочные прожекторы оказались сняты, на их месте спешно уже во время посадки устанавливались керосиновые фонари типа «летучая мышь» и разжигались костры. Майор Грицевец сел с ходу, не делая круга над аэродромом, в соответствии с выложенными горящими фонарями, отрулив на нейтральную полосу. Однако вопреки правилам, в это время на нейтральную полосу начал садиться истребитель майора П. И. Хары. Пытаясь уйти от столкновения, Грицевец дал полный газ, но было уже поздно, самолёты столкнулись на земле, П. И. Хара получил серьёзные травмы, а С. И. Грицевцу ударом винта его истребителя отрубило голову. Во время расследования П. И. Хара доказывал свою невиновность в катастрофе, отмечая плохие метеоусловия, недостаточную видимость в наступивших сумерках, отсутствие прожекторов. По его словам, в сложившейся обстановке он не увидел посадочное «Т» и принял нейтральную полосу за посадочную, что подтверждается и его приземлением по ветру, а не против, как это и положено.
Сергей Иванович Грицевец похоронен не на кладбище, а рядом с аэродромом, в гарнизоне Болбасово Оршанского района Витебской области Белорусской ССР, ныне на территории Болбасовской школы.

## Награды
- Дважды Герой Советского Союза (№ 135, 22 февраля 1939 года, 29 августа 1939 года).
- Орден Ленина (№ 4271, 22 февраля 1939 года)[11]
- Орден Красного Знамени (Монгольская Народная Республика, 18 августа 1939 года).

## Воинские звания
- Старший лейтенант (январь 1936)
- Майор (31 декабря 1938)

## Семья
Сергей Иванович Грицевец был женат. Его супругу звали Галина Евгеньевна Орлова. У них родились две дочери: Лариса (род. 1 марта 1934) и Нина (род. 1939, после смерти отца).

## Воздушные победы С. И. Грицевца
Точный подсчёт воздушных побед представляет значительные трудности, особенно в части боевых действий в Испании. Единого порядка учёта боевых побед не существовало.

В его подразделении широко практиковалась запись в «общий котёл» — на счёт эскадрильи, поэтому возможно, что 7 побед — это либо количество сбитых до того момента, когда Грицевец возглавил эскадрилью, либо это бесспорные личные победы, попавшие в «общий котёл». — * С. Абросов. Воздушная война в Испании. Хроника воздушных сражений 1936—1939 гг. — М.: Яуза, Эксмо, 2008. — 608 с. — 5000 экз. — ISBN 978-5-699-25288-6.
В советской литературе преобладала такая оценка: в общей сложности за всё время участия в боевых действиях в Испании и на Халхин-Голе Грицевец сбил около 40 самолётов.
В Испании, по данным С. Абросова, С. И. Грицевец совершил 88 боевых вылетов, провёл 42 воздушных боя, сбил 6 вражеских самолётов лично. По данным М. Быкова, совершил также 88 боевых вылетов, провёл 42 воздушных боя, сбил 7 самолётов лично и 24 в группе. Причём в приведённом здесь же списке побед С. И. Грицевца в воздушных боях в Испании указаны 6 личных и 14 групповых побед.
На Халхин-Голе, согласно представлению к званию дважды Героя Советского Союза, «за период с 22 июня по 30 августа 1939 года в небе МНР выполнил 138 успешных боевых вылетов, сбив 12 вражеских самолётов» (цитируется по М. Ю. Быков. Все Асы Сталина 1936—1953 гг.. — Научно-популярное издание. — М.: ООО «Яуза-пресс», 2014. — С. 794. — 1392 с. — (Элитная энциклопедия ВВС). — 1500 экз. — ISBN 978-5-9955-0712-3.). Эти же данные приведены и в исследовании В. Кондратьева В исследовании М. Быкова указано, что С. И. Грицевец выполнил около 150 боевых вылетов, но в списке известных побед указаны только 3 личные и 6 групповых побед.
Таким образом, согласно пока наиболее полному исследованию М. Быкова, общее количество воздушных побед выдающегося советского аса С. И. Грицевца в двух войнах составляет 40 побед (10 личных и 30 групповых).

### Список воздушных побед (по М. Быкову)
| Список воздушных побед | Список воздушных побед | Список воздушных побед | Список воздушных побед | Список воздушных побед                   |
| № п/п                  | Дата победы            | Тип самолёта           | Место победы           | Примечание                               |
| ---------------------- | ---------------------- | ---------------------- | ---------------------- | ---------------------------------------- |
| 1                      | 06.07.1938             | Messerschmitt Bf.109   |                        | лично                                    |
| 2                      | 06.07.1938             | Messerschmitt Bf.109   |                        | лично                                    |
| 3                      | 09.07.1938             | Messerschmitt Bf.109   |                        | лично                                    |
| 4                      | 13.07.1938             | Fiat CR.32             | Вальбон                | лично                                    |
| 5                      | 18.07.1938             | Fiat CR.32             | Вивер                  | лично                                    |
| 6                      | 18.07.1938             | Fiat CR.32             | Вивер                  | лично                                    |
| 7                      | 20.07.1938             | Messerschmitt Bf.109   |                        | в составе группы                         |
| 8                      | 22.07.1938             | Fiat CR.32             |                        | в составе группы                         |
| 9                      | 24.07.1938             | Junkers Ju 87          |                        | в составе группы                         |
| 10                     | 05.08.1938             | Fiat CR.32             |                        | в составе группы                         |
| 11                     | 13.08.1938             | Heinkel He 111         | Барселона              | в паре с Луисом Маргалефом               |
| 12                     | 14.08.1938             | Messerschmitt Bf.109   | Гандеса                | в паре с Сапроновым М. С.                |
| 13                     | 18.08.1938             | Fiat CR.32             |                        | в составе группы                         |
| 14                     | 18.08.1938             | Fiat CR.32             |                        | в составе группы                         |
| 15                     | 23.08.1938             | Messerschmitt Bf.109   | Вильяльба              | в составе группы                         |
| 16                     | 24.08.1938             | Fiat CR.32             |                        | в составе группы                         |
| 17                     | 26.08.1938             | Heinkel He 51          |                        | в составе группы                         |
| 18                     | 27.09.1938             | Messerschmitt Bf.109   |                        | в составе группы                         |
| 19                     | 03.10.1938             | Fiat CR.32             |                        | в составе группы                         |
| 20                     | 04.10.1938             | Messerschmitt Bf.109   |                        | в составе группы                         |
| 21                     | 22.06.1939             | Nakajima Ki-27         | Буир-Нур               | лично                                    |
| 22                     | 24.06.1939             | Nakajima Ki-27         | Хуху-Узун-Обо          | лично                                    |
| 23                     | 26.06.1939             | Nakajima Ki-27         | Ганьчжура              | лично                                    |
| 24                     | 26.06.1939             | Nakajima Ki-27         | Ганьчжура              | лично                                    |
| 25                     | 26.06.1939             | Nakajima Ki-27         | Ганьчжура              | в составе группы                         |
| 26                     | 07.07.1939             | Nakajima Ki-27         |                        | лично                                    |
| 27                     | 07.07.1939             | Nakajima Ki-27         |                        | лично                                    |
| 28                     | 24.08.1939             | Mitsubishi Ki-21       |                        | вместе с Писанко А. С. и Смирновым Б. А. |
| 29                     | 24.08.1939             | Nakajima Ki-27         |                        | лично                                    |
| 30                     | 26.08.1939             | Nakajima Ki-27         |                        | лично                                    |
| 31                     | 26.08.1939             | Nakajima Ki-27         |                        | лично                                    |
| 32                     | 30.08.1939             | Nakajima Ki-27         | Хамар-Даба             | лично                                    |

## Память

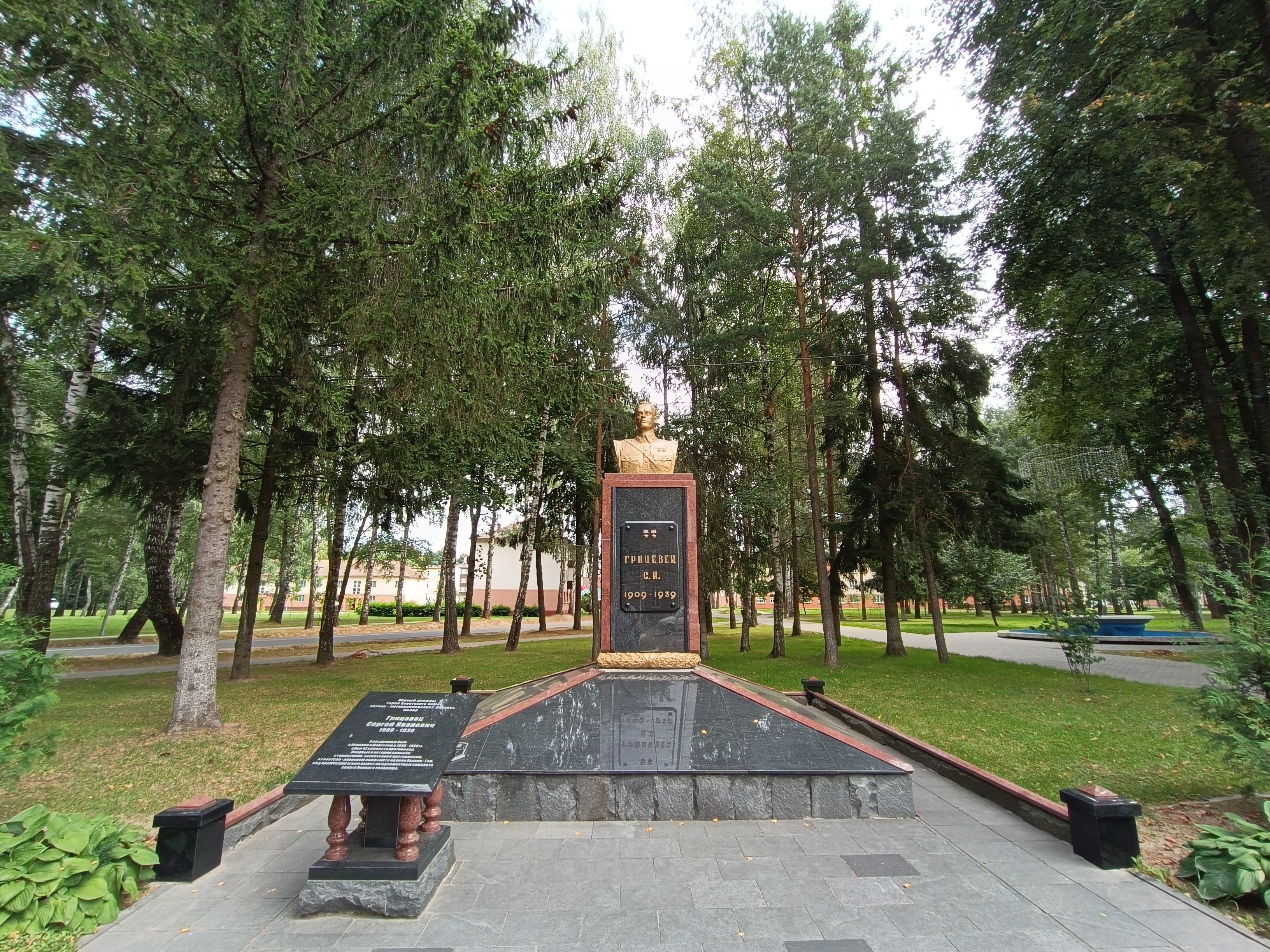
Памятник в Болбасово.

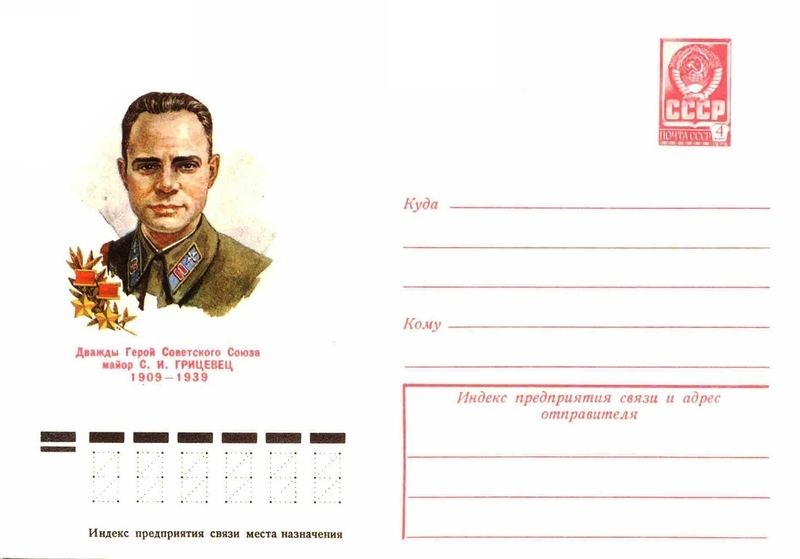
Почтовый конверт СССР

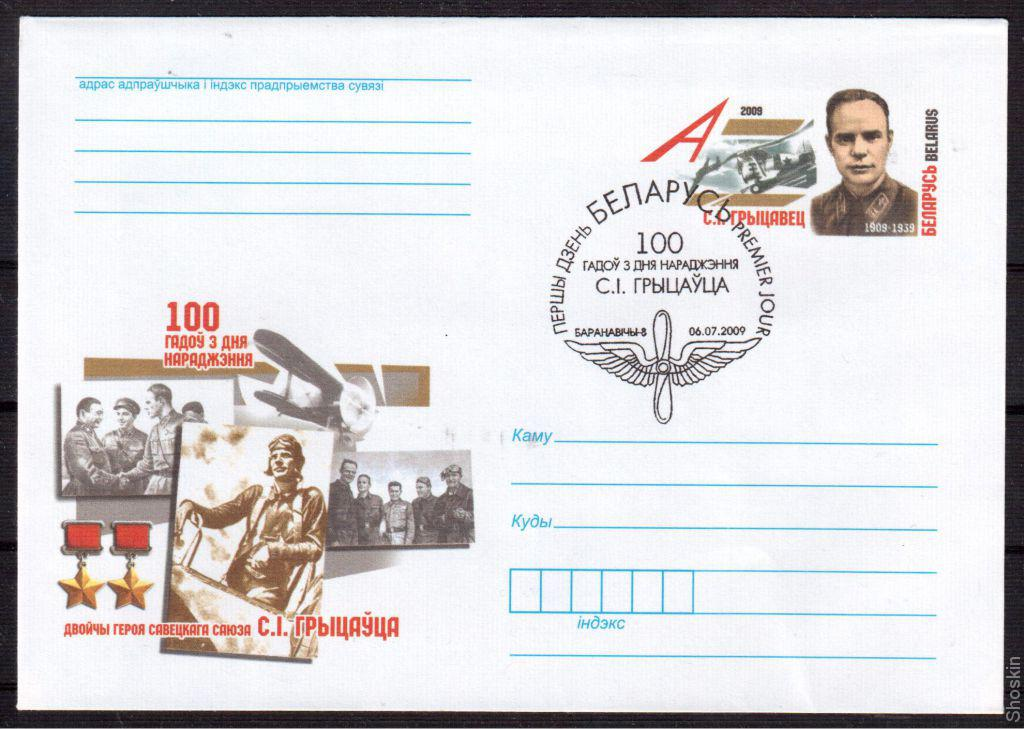
Почтовый конверт, Республика Беларусь

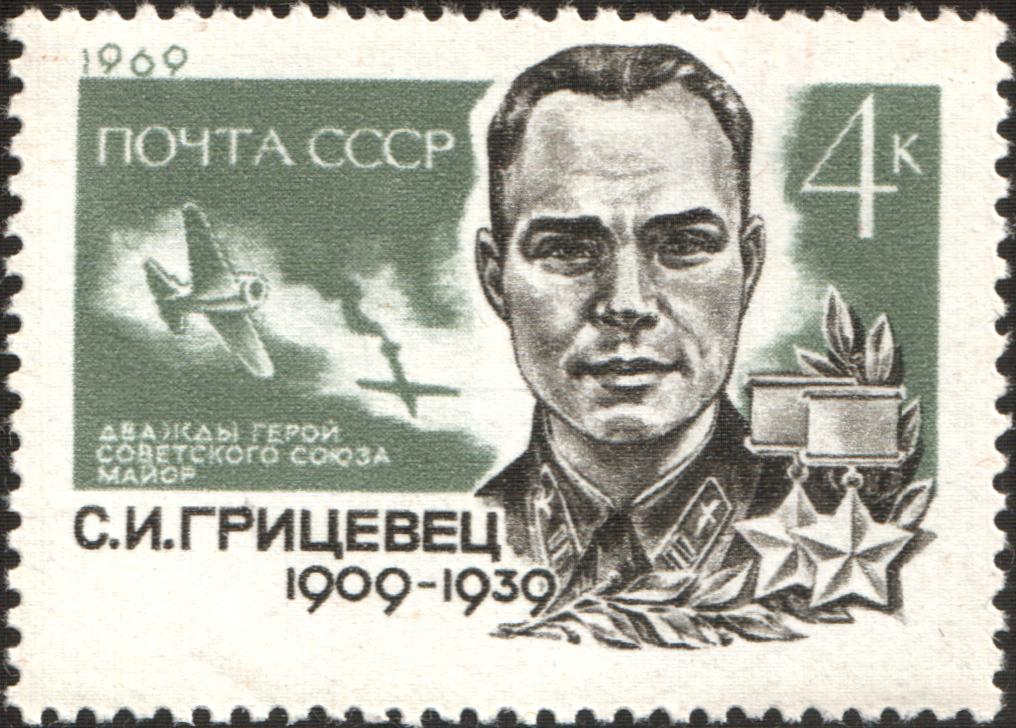
Почтовая марка СССР, 1969 год

### Топонимика
- В 1952—1994 годах имя Грицевца носила улица в центре Москвы, ныне — Большой Знаменский переулок.
- Имя С. И. Грицевца носит улица в Новомосковском административном округе Москвы[15].
- Имя С. И. Грицевца носят улицы в населённых пунктах: Орша, Болбасово, Кривой Рог[16], Курган, Минск, Шумиха.

### Памятник, скульптура
- Бюст установлен на территории Краснодарского высшего военного авиационного училища лётчиков[17].
- Бюст в городе Шумиха Курганской области[18].
- Бюст в городе Барановичи Брестской области (Беларусь), установлен в 1949 году возле входа в городской парк. Скульптор З. И. Азгур.
- Бюст в посёлке Болбасово Оршанского района Витебской области (Белоруссия) напротив бывшего Дома Офицеров (ныне Дом Культуры).
- Памятник в деревне Молчадь Барановичского района Брестской области Беларуси.
- Бюст[бел.] в городе Минске (Беларусь), скульптор З. И. Азгур и архитекторы Г. Сысоев и С. Мусинский. В 1955 установлен в парке Янки Купалы, а в 1972 году перенесён в сквер на улице Ленина (между домами № 7 и № 12) при её пересечении с чётной стороной проспекта Независимости.
- В городе Златоусте установлена памятная доска на заводе, где работал в 1927—1930 гг.
- В 2019 году на территории школы имени С. И. Грицевца в г. Чойбалсане Монголия был установлен бюст.

### Организации
- В 1974 году в честь Грицевца названа Барановичская швейная фабрика.
- Его именем называлось упразднённое (расформированное) в 1999 Харьковское высшее военное авиационное училище лётчиков (ХВВАУЛ) в Рогани.
- Имя С. И. Грицевца носит Минский аэроклуб ДОСААФ Республики Беларусь[19]
- Имя С. И. Грицевца носит Московский Шереметьевский кадетский корпус.
- Имя Героя носит пионерская дружина ГУО "Жемчужненская средняя школа" Барановичского района.

### Учреждения образования
- Присвоено имя школе в г. Чойбалсане Монголия в 2014 году.
- Имя С. И. Грицевца присвоено средней школе № 22 в г. п. Болбасово Оршанского района. На здании школы установлена мемориальная доска, открыт музей[20].
- Имя С. И. Грицевца присвоено средней школе № 22 в городе Минске[21][22]. В школьном музее хранится бюст и фотопортрет Героя.
- В 2019 году школе № 1788 г. Москвы присвоено имя первого дважды Героя Советского Союза С. И. Грицевца. Установлена памятная табличка[23].

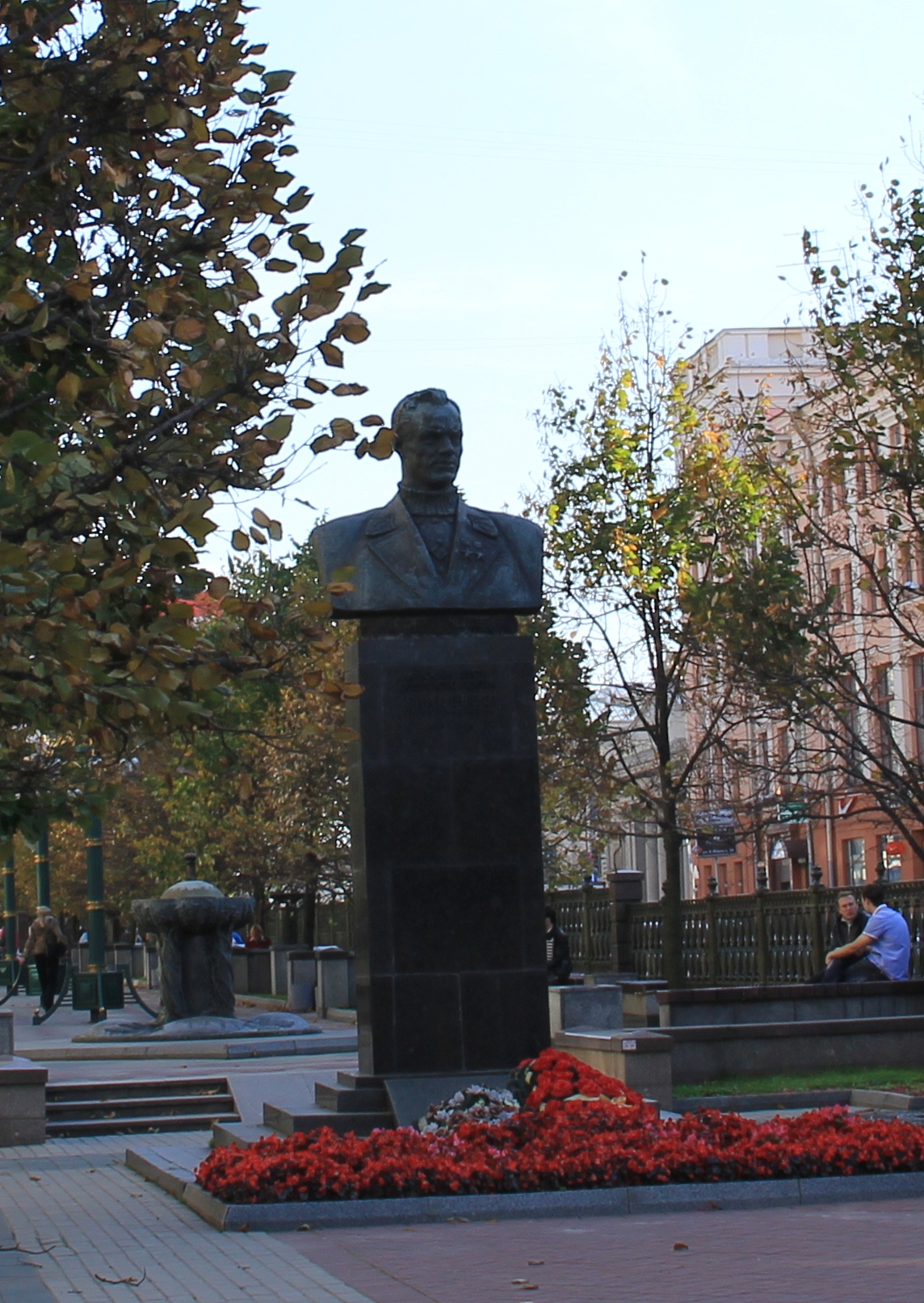
Памятник-бюст в Минске

- Памятник-бюст в МинскеИмя Героя присвоено средней школе № 1 в городе Барановичи[24]. 1 сентября 2022 года в школе наряду с экспозицией открыта инсталляция самолёта И-16, на котором Герой совершал боевые вылеты.

### Иное
- На исторической родине Героя в Брестской области (Беларусь) названа железнодорожная станция.
- Сухогруз «Сергей Грицевец» («SERGEY GRITSEVETS»), проект 1572, тип «Кишинёв», построен в августе 1973 года, порт приписки Измаил, ЧАО Украинское Дунайское пароходство, списан и утилизирован в 2015 году[25].
- Фонд имени первого дважды Героя Советского Союза С. И. Грицевца «Победитель»[26]. Фонд по увековечению памяти Героев Отечества. Фондом руководит внук лётчика Сергей Архангельский.

## В филателии и нумизматике
- В 1969 году была выпущена почтовая марка СССР, посвящённая Грицевцу.
- 9 апреля 1979 года, к 70-летию со дня рождения Сергея Ивановича Грицевца, выпущен почтовый художественный маркированный конверт. Художник П. Бендель.
- 6 июля 2009 года, по случаю столетия со дня рождения Героя, Белпочта ввела в обращение художественный маркированный конверт с оригинальной маркой «100 лет со дня рождения дважды Героя Советского Союза С.И.Грицевца»[27].

## В кинематографии
- Фильм «Золотые звезды Грицевца», 1969, Беларусьфильм.

## Прочие факты
С. И. Грицевец стал единственным дважды Героем Советского Союза, который не получил ни одной медали «Золотая Звезда»: когда он в первый раз стал Героем, такого знака отличия ещё не было, а первое вручение «Золотых Звёзд» состоялось уже после его трагической гибели.